# Edward Gould
Edward Melville Gould (St. Louis, 8 gennaio 1874 – Miami Beach, 13 maggio 1937) è stato un golfista statunitense.

## Carriera
Gould partecipò al torneo individuale di golf ai Giochi olimpici di Saint Louis 1904, in cui giunse settantunesimo.